# Kostel svaté Máří Magdaleny (Kerhartice)
Kostel svaté Máří Magdaleny v Kerharticích je barokní sakrální stavbou z let 1776 až 1777. Od roku 1966 je chráněn jako kulturní památka.

## Historie
Kostel byl ještě v roce 1989 byl navržen k demolici, v letech 1992–1998 byl obnoven. V interiéru kostela jsou instalovány oltáře z kostela v Soběnicích u Litoměřic a varhany z Mikulovic u Kadaně. Původní zařízení bylo zničeno. Roku 1994 byl po rekonstrukci nově požehnán. Do věže kostela přibyly v roce 2006 dva nové zvony odlité firmou Rudolf Perner v německém Pasově. Původní byly z kostelní věže zabaveny na válečné účely v roce 1942. Nové zvony Svatá Marie Magdaléna (363 kg) a Čtrnáct svatých pomocníků (319 kg) se ozývají i s historickým zvonem z roku 1536 Svatým Václavem (600 kg) vždy v neděli v pravé poledne a před bohoslužbou. Nové zvony byly vysvěceny dne 9. září 2006 u příležitosti kerhartického posvícení.

## Architektura
Kostel je jednolodní, obdélný. Má obdélný polokruhově ukončený presbytář. Po stranách je obdélná kaple a sakristie. V patře se nachází oratoře. Hlavní průčelí s hranolovou věží je členěno lizénami. V ose kostela je obdélný portál a segmentem ukončené okno. Boční fasády jsou členěny lizénami a okny se segmentovým záklenkem. Závěr presbytáře je členěn lizénami, lizénovými rámci a okny se segmentovým záklenkem.
Presbytář, loď i podvěží mají valenou klenbu s lunetami. Stěny presbytáře i lodi člení pilastry. Poprsnice oratoří jdou zdobeny páskovou ornamentikou. Tribuna kostela má tři strany.

## Původní vybavení
Ještě v sedmdesátých letech 20. století byl kostel vybaven hlavním oltářem z 19. století. Dále zde byl rokokový oltář Panny Marie z poslední třetiny 18. století na němž byla soška Panny Marie Kamenické v zasklené stříňce. Oltář Seslání Svatého Ducha byl raně barokní ze druhé poloviny 17. století. Byl opatřen boltcovým ornamentem a novějším obrazem. Kazatelna, varhany a křtitelnice pocházely z období kolem roku 1800. Toto zařízení bylo na sklonku osmdesátých let zničeno.

## Okolí kostela
Při zdi kostela se nachází několik náhrobníků z první poloviny 19. století. V sousedství stojí roubená fara.